# WRBB
A WRBB az Északkeleti Egyetem hallgatói által üzemeltetett rádióadó.

## Története
A kezdetben néhány kollégiumi épületben fogható csatorna 1962. december 13-án indult WNEU hívójellel. Az ultrarövidhullámú sugárzás (már WRBB hívójellel) 1970 szeptemberében indult a 91,7 MHz-en, azonban 1982-től a hatósági szabályozás és a szomszédos adók zavarása miatt a 104,9 MHz-en sugároznak.
A rádió 2014. december 12-én öt órán át ismételte az Oasis együttes Don’t Look Back in Anger című dalát, amelyet egyesek emberi mulasztásnak, mások szándékosságnak gondoltak.
2018-ban az Újságírói Intézettel közösen podcastsorozatot indítottak.

## Nevezetes személy
- Wendy Williams, televíziós személyiség, a The Wendy Williams Show házigazdája[4]

## Fordítás
- Ez a szócikk részben vagy egészben  a   WRBB című angol Wikipédia-szócikk ezen változatának fordításán alapul.  Az eredeti cikk szerkesztőit annak laptörténete sorolja fel. Ez a jelzés csupán a megfogalmazás eredetét és a szerzői jogokat jelzi, nem szolgál a cikkben szereplő információk forrásmegjelöléseként.